# Laura Kipnis

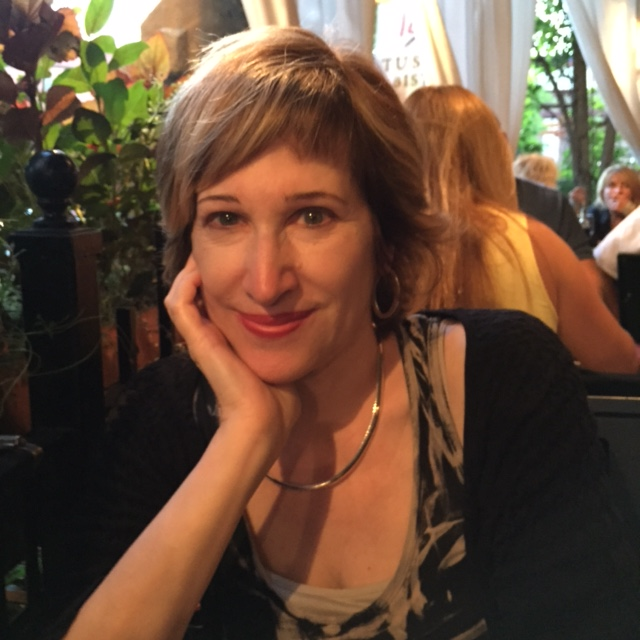
Laura Kipnis im New York State Writers Institut, 2015.

Laura Kipnis  ist eine amerikanische Kulturkritikerin und Essayistin.
Ihre Arbeit konzentriert sich auf Sexualpolitik, Geschlechterfragen, Ästhetik, Populärkultur und Pornografie. Sie begann ihre Karriere als Videokünstlerin, die ähnliche Themen in Form von Videoessays erforschte. Sie ist Professorin für Medienwissenschaften an der Northwestern University in der Abteilung für Radio-TV-Film, wo sie Filmemachen unterrichtet. In den letzten Jahren ist sie für ihre Debatten über sexuelle Belästigung und Meinungsfreiheit im Hochschulbereich bekannt geworden.

## Werk
In ihrem 2003 erschienenen Buch Against Love: A Polemic, einem „wütend-witzigen und doch nachdenklichen Blick auf die Unzufriedenheit mit häuslichen und erotischen Beziehungen, kombiniert Kipnis Teile des scharfen sexuellen Contrarianismus von Mailer, den beißenden antidomestischen Witz der frühen Roseanne Barr und die kühl-analytische Ästhetik der frühen Sontag.“
Im Jahr 2010 veröffentlichte sie How to Become a Scandal: Adventures in Bad Behavior, das sich mit Skandalen befasst, darunter die von Eliot Spitzer, Linda Tripp, James Frey, Sol Wachtler, und Lisa Nowak; das Buch untersucht "die ausgeklügelten Methoden, mit denen sich die Übeltäter selbst versichern, dass sie keinen kolossalen Ruin über sich bringen, dass ihre Affären nie das Licht der Welt erblicken werden".
Ihre Essays und Rezensionen sind erschienen in Slate, Harper's, Playboy, The New York Times, The New York Review of Books, The Atlantic, The Guardian, und Bookforum.

## Aufsätze über sexuelle Belästigung
Im März 2015, nachdem der Professor Peter Ludlow der Northwestern University der sexuellen Belästigung beschuldigt worden war, schrieb Kipnis einen Essay in der Chronicle of Higher Education, in dem sie die „sexuelle Paranoia“ auf dem Campus anprangerte und sexuelle Beziehungen zwischen Professoren und Studenten sowie Trigger-Warnungen diskutierte. Der Aufsatz wurde später in die Best American Essays of 2016 aufgenommen, herausgegeben von Jonathan Franzen.
Kipnis' Buch aus dem Jahr 2017, Unwanted Advances: Sexual Paranoia Comes to Campus (Die Sexuelle Paranoia kommt auf den Campus) erörtert den Fall Ludlow und argumentiert, dass die Politik der sexuellen Belästigung Frauen nicht stärkt, sondern den Kampf für die Gleichstellung der Geschlechter eher behindert. Einer der Studenten, der die Title-IX-Beschwerden gegen Ludlow vorgebracht hatte, leitete eine Klage ein, in der er Kipnis und ihren Verlag Harper Collins wegen Verletzung der Privatsphäre und Verleumdung verklagte. Kipnis hat öffentlich erklärt: "Falls es irgendeine Verwirrung gibt, Unwanted Advances bleibt gedruckt, und ich stehe zu allem, was in dem Buch steht."Unwanted Advances wurde vom Wall Street Journal zu einem der zehn besten Sachbücher des Jahres 2017 gekürt. Jennifer Senior schrieb in der New York Times: "Nur wenige Menschen haben die Exzesse der Universitätskultur mit so viel Elan angepackt wie Kipnis. Ihre Wut verleiht ihren Argumenten die Energie eines lebenden Kabels."

## Bücher
- Ecstasy Unlimited: On Sex, Capital, Gender, and Aesthetics (Minneapolis, Minn.: University Of Minnesota Press, 1993)
- Bound and Gagged: Pornography and the Politics of Fantasy in America (New York: Grove Press, 1996)
- Against Love: A Polemic (New York: Pantheon Books, 2003)
- The Female Thing: Dirt, Sex, Envy, Vulnerability (New York: Pantheon Books, 2006)
- How to Become a Scandal: Adventures in Bad Behavior (New York: Metropolitan Books, 2010)
- Men: Notes from an Ongoing Investigation (New York: Metropolitan Books, 2014)
- Unwanted Advances: Sexual Paranoia Comes to Campus (New York: HarperCollins, 2017)
- Love in the Time of Contagion: A Diagnosis (New York: Pantheon Books, 2022)

## Bibliographie
- Michelle Goldberg: The Laura Kipnis Melodrama. In: The Nation. 16. März 2015 (englisch, thenation.com).
- Jane Juffer: At Home with Pornography: Women, Sex, and Everyday Life. NYU Press, New York 1998, ISBN 0-8147-4237-8 (englisch).
- Morton Schapiro: The New Face of Campus Unrest. In: The Wall Street Journal. 18. März 2015 (englisch, wsj.com).